# PAInter
pAInter（ペインター）は、株式会社pAInterが運営する、AI画像やAI動画を専用の投稿・閲覧サイト。
AIクリエイターは、自身で生成したAI作品をアップロードし、他のユーザーが「いいね」「コメント」「シェア」などで評価することが可能、基本的なイラスト投稿サイトと同様の機能を備えている。また、クレジットカードや各種支払い手法から「pAInter Gold」と呼ばれるサービス内通貨を購入する事ができ、AIクリエイターやその作品へ賞賛の「ギフト」を贈ることができる、所謂「投げ銭」である。AIクリエイターは、「いいね」や「ギフト」を自身の作品を通じて得ることで、収益を得るための環境が提供されている。pAInterは、AIクリエイターの経済的自立をサポートし、AIクリエイターが世界で戦える職業となることを目指している。
2023年5月15日に開設され、2025年7月1日に閉鎖が予定されているPerftile ARTの代替サービスとしても注目されている。